# Versus (album de The Haunted)
Versus este al șaselea album al trupei suedeze de Thrash metal The Haunted și marchează întoarcerea la sound-ul agresiv prezent pe celelalte albume, după albumul lor experiment The Dead Eye. Toate instrumentele au fost înregistrate live, ca pe albumul lor de debut, The Haunted. Solo-urile și vocalizele au fost turnate după ce au avut cântecele rezolvate. Melodiile sunt mai mult sau mai puțin despre decadența omenirii, iar melodii precum "Faultline" și "Imperial Death March" arată asta.

## Melodii
- 1. "Moronic Colossus" 3:50
- 2. "Pieces" 3:50
- 3. "Little Cage" 3:15
- 4. "Trenches" 3:42
- 5. "Ceremony" 3:43
- 6. "Skuld" 2:49
- 7. "Crusher" 3:13
- 8. "Rivers Run" 4:32
- 9. "Iron Mask" 3:41
- 10. "Faultline" 3:44
- 11. "Imperial Death March" 2:48

## Personal

### The Haunted
- Peter Dolving - Vocal
- Patrik Jensen - Chitară
- Anders Björler - Chitară
- Jonas Björler - Bas
- Per Möller Jensen - Tobe